# National Premier Soccer League de 2018
A National Premier Soccer League de 2018 foi a 16ª edição da competição de futebol. O Elm City Express entra na competição defendendo o título.

## Mudanças em relação a 2017

### Novos times
Esses times foram anunciados como franquias de expansão para essa temporada:
| Time                        | Cidade              | Notas                                        |
| --------------------------- | ------------------- | -------------------------------------------- |
| Academica SC                | Turlock, CA         | Veio da LIGA NorCal                          |
| Atlantic City FC            | Atlantic City, NJ   | Expansão                                     |
| Charlottesville Alliance FC | Charlottesville, VA | Anteriormente conhecido como Aromas Café FC. |
| Cleveland SC                | Cleveland, OH       | Expansão                                     |
| El Farolito                 | San Francisco, CA   | Veio da San Francisco Soccer Football League |
| FC Baltimore                | Baltimore, MD       | Expansão                                     |
| FC Brownsville              | Brownsville, TX     | Expansão                                     |
| FC Columbus                 | Columbus, OH        | Expansão                                     |
| FC Davis                    | Davis, CA           | Expansão                                     |
| FC Monmouth                 | Red Bank, NJ        | Expansão                                     |
| Greenville FC               | Greenville, SC      | Expansão                                     |
| Katy 1895 FC                | Katy, TX            | Expansão                                     |
| Laredo Heat                 | Laredo, TX          | Veio da PDL                                  |
| Miami FC 2                  | Miami Gardens, FL   | Expansão                                     |
| Northern Virginia United FC | Leesburg, VA        | Expansão                                     |
| Saint Louis Club Atletico   | St. Louis, MO       | Expansão                                     |
| Storm FC                    | Pembroke Pines, FL  | Retorno após 1 ano de hiato.                 |

### Times Renomeados
| Time              | Nome Anterior        | Cidade                 | Cidade Anterior | Notas                       |
| ----------------- | -------------------- | ---------------------- | --------------- | --------------------------- |
| FC Motown         | Clarkstown SC Eagles | Madison, NJ            | Clarkstown, NY  | Renomeado e mudou de cidade |
| Palm Beach United | Beaches FC           | Palm Beach Gardens, FL | Jupiter, FL     | Renomeado e mudou de cidade |

### Times de Saída
| Time                       | Cidade             | Notas                                                      |
| -------------------------- | ------------------ | ---------------------------------------------------------- |
| AFC Cleveland              | Cleveland, OH      | Expulso da liga por não cumprir as obrigações financeiras. |
| Birmingham Hammers         | Birmingham, AL     | Foi para a PDL                                             |
| City of Angels FC          | Los Angeles, CA    | Não listado no site da NPSL                                |
| Dallas City FC             | Dallas, TX         | Não listado no site da NPSL                                |
| Dayton Dynamo              | Dayton, OH         | Entrou em hiato de um ano.                                 |
| FC Carolina United         | Rock Hill, SC      | Não listado no site da NPSL                                |
| Fredericksburg FC          | Fredericksburg, VA | Não listado no site da NPSL                                |
| Kraze United               | Orlando, FL        | Não listado no site da NPSL                                |
| Lansing United             | East Lansing, MI   | Foi para a PDL                                             |
| Memphis City FC            | Memphis, TN        | Não listado no site da NPSL                                |
| Miami Fusion FC            | Miami, FL          | Extinto                                                    |
| Michigan Stars FC          | Berkley, MI        | Extinto                                                    |
| Seacoast United Phantoms   | Portsmouth, NH     | Não listado no site da NPSL                                |
| SoCal SC                   | San Bernardino, CA | Extinto                                                    |
| Sport Club Corinthians USA | Glendora, CA       | Expulso da liga por não cumprir as obrigações financeiras. |